# Marigna-sur-Valouse
Marigna-sur-Valouse è un comune francese di 107 abitanti situato nel dipartimento del Giura nella regione della Borgogna-Franca Contea.

## Società

### Evoluzione demografica
Abitanti censiti